# Cuadrante de Davis

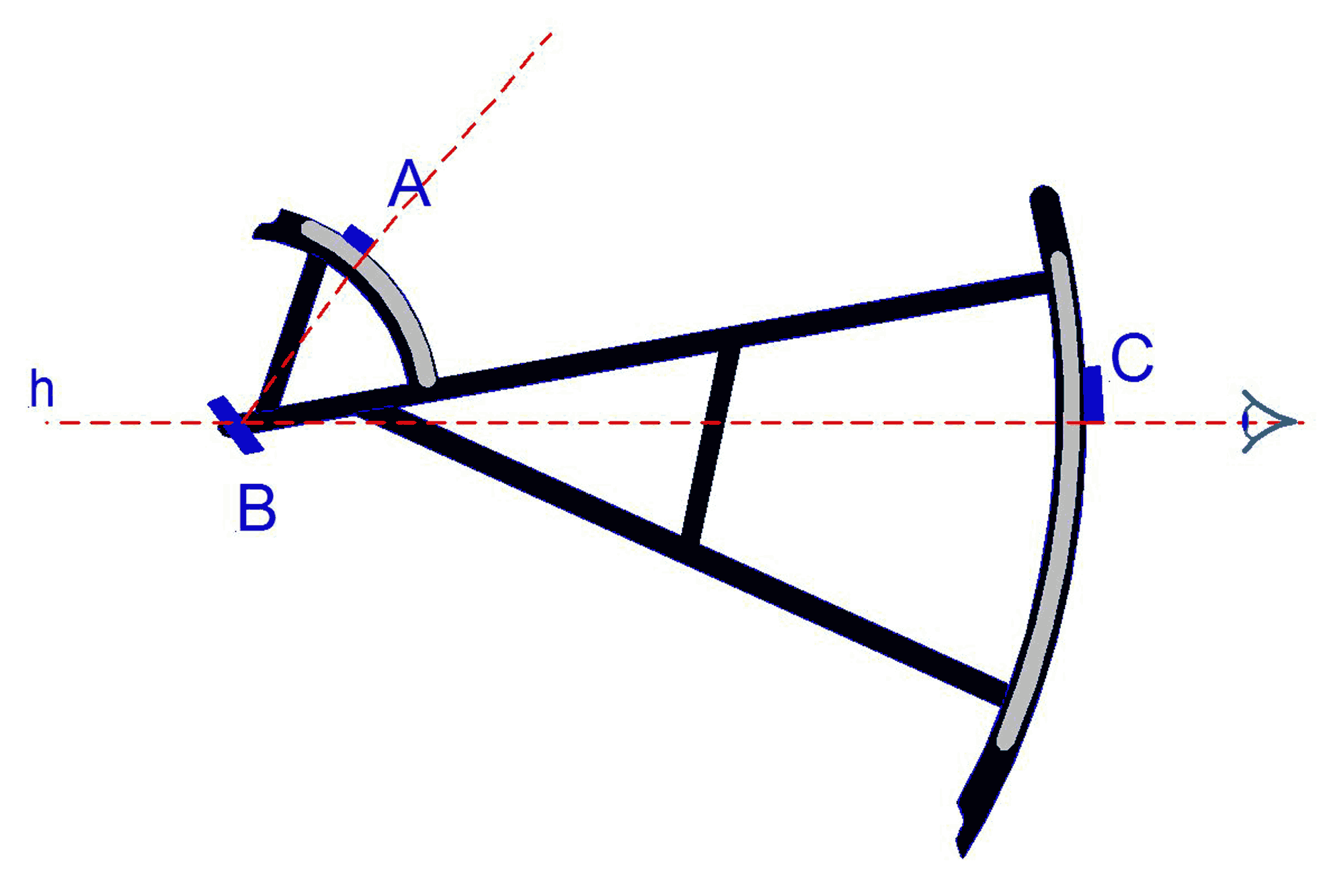
Principio de funcionamiento del cuadrante de Davis

Un cuadrante de Davis o Backstaff es un instrumento inventado en el siglo XVI que sustituyó al astrolabio, al cuadrante y a la vara de Jacob. Se utilizaba para medir la altura en grados de una estrella o del Sol sobre el horizonte, para poder determinar la latitud de un barco (en este último caso antes y después de su paso por el meridiano).
Fue inventado por el navegante inglés John Davis quien lo describió en su libro Seaman's secrets, en 1594.
Apareció unos siglos más tarde que el astrolabio y el cuadrante, pero hay documentos que prueban que se continuó su fabricación hasta principios del siglo XIX. De este hecho se puede deducir que ha sido uno de los instrumentos más utilizados por los navegantes de la Edad Moderna.

## Backstaff primitivo
Constaba de un listón con dos arcos de diferente tamaño, colocados "en ángulo" dentro del mismo plano, el más pequeño por encima y el mayor por debajo del listón. La forma de los arcos no era crítica, aunque se escogió la forma curva. Disponía de dos "segmentos móviles" que podían deslizarse sobre los arcos.
Lo importante de su diseño fue que para hallar la altura del Sol, no se orientaba de frente hacia el astro, sino de espaldas, de modo que la vista no podía ser dañada por la intensidad de la luz solar, que limitaba el uso de la vara de Jacob a los momentos en que el Sol estaba cerca del horizonte.

## Uso
Se desliza el segmento del arco "A" de modo que su sombra se proyecte sobre la aleta "B" situada en el extremo anterior del listón, a nivel de la "ranura" para la que se observa la horizonte, alineada con el ojo y el segmento del arco "C".
El navegante observa el horizonte a través de la apertura alargada de la aleta "B" (a lo largo del listón), deslizando el segmento sobre el arco "C", por lo que la sombra quede alineada con la vista del horizonte, entonces la altura del Sol sobre el horizonte se puede leer sobre los dos arcos graduados (ABC), siendo igual a la suma de ambos arcos.

## Backstaff Davis-Falmsted
Falmsted propuso una versión más moderna del instrumento que llevaba una lente que proyectaba la imagen del Sol junto a la ranura de visión del horizonte, haciéndolo mucho más apto para su uso en el mar. De esta manera se podían hacer las observaciones de la altura del Sol proyectado a través de la lente y del horizonte en visión directa.
Fue la primera vez que se utilizaba una lente en un instrumento para llevar la imagen del Sol hasta la imagen del horizonte, técnica que, un poco evolucionada, se emplearía más tarde como base del octante y del sextante.